# Kraljestvo naše sreče
Kraljestvo naše sreče je album Male mestne godbe iz Ljubljane, ki je izšel na glasbeni kaseti in CD plošči leta 2002 pri ZKP RTV Slovenija.

## Seznam posnetkov
Vse priredbe so delo Milana Miheliča.
| CD              | CD                        | CD               | CD                     | CD      |
| Št.             | Naslov                    | Besedilo         | Glasba                 | Dolžina |
| --------------- | ------------------------- | ---------------- | ---------------------- | ------- |
| 1.              | „Naša godba‟              | I. Sivec         | J. Antonič             | 4:18    |
| 2.              | „V kraljestvu naše sreče‟ | M. Vozelj        | J. Potrebuješ          | 3:21    |
| 3.              | „Pa brez zamere‟          | V. Šolinc        | I. Podpečan            | 2:46    |
| 4.              | „Jesen ihti‟              | B. Zupanc        | B. Klavžar             | 3:27    |
| 5.              | „Na Golici‟               |                  | V. Ovsenik, S. Avsenik | 2:54    |
| 6.              | „Kjer lastovke gnezdijo‟  | I. Sivec         | F. Mihelič             | 4:19    |
| 7.              | „Slovenska polka‟         | V. Šolinc        | P. Kosec               | 2:33    |
| 8.              | „Tečejo nitke‟            | M. Ahačič Pollak | M. Ahačič Pollak       | 4:43    |
| 9.              | „Gremo na Pokljuko‟       | M. Stare         | V. Ovsenik, S. Avsenik | 3:33    |
| 10.             | „Tri planike‟             | G. Strniša       | B. Kovačič             | 2:58    |
| 11.             | „Na avtocesti‟            |                  | V. Ovsenik, S. Avsenik | 3:17    |
| 12.             | „Pot do prijateljstva‟    | T. Pavček        | V. Petrič              | 2:51    |
| 13.             | „Zdravljica‟              | F. Prešeren      | S. Premrl              | 1:01    |
| Skupna dolžina: | Skupna dolžina:           | Skupna dolžina:  | Skupna dolžina:        | 42:18   |

## Sodelujoči

### Mala mestna godba
- Marko Zupan – flavta
- Uroš Lajevec – klarinet
- Gregor Vidmar – klarinet
- Aljoša Deferri – klarinet
- Marko Oto Lednik – tenorski saksofon
- Peter Jevšnikar – trobenta
- Jure Gradišnik – trobenta
- Marko Misjak – trobenta
- Matej Krajter – trombon
- Branko Panič – trombon
- Oto Senegačnik – trombon
- Damjan Jureš – tuba
- Marko Krebs – harmonika
- Janez Martinc – kitara
- Davor Kastelec – bas kitara
- Alojz Gradišek – tolkala

### Občasni sodelavci
- Jože Kregar – klarinet
- Matjaž Jevšnikar – trobenta
- Klemen Repe – trombon

### Produkcija
- Andrej Semolič – snemalec
- Mitja Krže – snemalec
- Cole Moretti – asistent
- Zvone Pelko – fotografija
- Mateja Pelko, UMNA – oblikovanje